# 喜多川相説
喜多川相説（きたがわ そうせつ、生没年不詳）は、江戸時代前期の琳派の絵師。

## 概要
姓は喜多川。画風からみて俵屋宗達・俵屋宗雪と続く俵屋工房から「伊年」印を受け継ぎ、17世紀後半から18世紀初めにかけて活躍したと推定される。伝記については、宗達の後を受けて北陸を中心に活動したこと、少なくとも72歳までは生きてこれ以前に法橋位を得ていたこと、の他は殆ど明らかになっていない。
現存する相説の作品数は40点ほどと、江戸前期の絵師としては比較的多く残っている。宗達・宗雪のような金地濃彩の草花図は極端に少なく、墨画淡彩の瀟洒な草花図を得意とし、屏風の1扇ごとに別の草花図を貼り付ける押絵貼屏風の作品も多い。これは時代的な嗜好の変化とともに、宗達・宗雪と違い有力なパトロンを得ていた記録がない相説との状況の違いを反映しているとも考えられる。

## 代表作
| 作品名               | 技法         | 形状・員数 | 寸法（縦x横cm）  | 所有者                 | 年代                                | 款記・印章                                                    | 備考                   |
| -------------------- | ------------ | ---------- | ---------------- | ---------------------- | ----------------------------------- | ------------------------------------------------------------- | ---------------------- |
| 四季草花図押絵貼屏風 | 紙本著色     | 六曲一双   | 92.7×36.9（各）  | 東京国立博物館         |                                     |                                                               |                        |
| 四季草花図屏風       | 紙本著色     | 八曲一隻   |                  | 東京国立博物館         |                                     |                                                               |                        |
| 四季草花図屏風       | 紙本著色     | 六曲一双   |                  | 根津美術館             |                                     |                                                               |                        |
| 四季草花図屏風       | 紙本著色     | 六曲一双   |                  | 出光美術館             |                                     |                                                               |                        |
| 秋草図屏風           | 紙本著色     | 六曲一双   | 160x410（各）    | 石川県立美術館         |                                     | 各隻に款記「相説法橋」/「宗雪」朱白文小方印・「伊年」朱文円印 | 石川県指定文化財       |
| 草花図押絵貼屏風     | 紙本著色     | 八曲一隻   | 62.7x236.4       | 石川県立美術館         |                                     |                                                               |                        |
| 流水秋草図屏風       | 紙本金地著色 | 六曲一双   |                  | 相国寺                 | 18世紀                              |                                                               |                        |
| 草花図屏風           | 紙本著色     | 二曲一双   |                  | 細見美術館             |                                     |                                                               |                        |
| 草花図屏風           | 紙本著色     | 六曲一双   |                  | クリーブランド美術館   |                                     |                                                               |                        |
| 秋草図屏風           | 紙本著色     | 六曲一隻   | 144.3x335.4      | フィラデルフィア美術館 | 17世紀中期                          | 「対青軒」朱文円印（基準印と異なる）                          | メアリー・カサット旧蔵 |
| 四季草花図押絵貼屏風 | 絹本著色     | 六曲一双   | 123.1x50.9（各） | 黒部市美術館           | 款記「喜多川法橋相説 七十二歳画之」 |                                                               |                        |

## 参考資料
- 西本周子「宗雪と相説:宗達派草花図の系譜(1)」『東京家政学院大学紀要. 人文・社会科学系』第41号、東京家政学院大学、2001年、55-68頁、CRID 1520572358176021376、ISSN 13441906、NAID 110000983425、国立国会図書館書誌ID:5928503。
- 岡田梓「宗達派草花図の展開に関する研究 : 喜多川相説筆「秋草図屏風」を基軸として」『鹿島美術財団年報』第29号、鹿島美術財団、2011年、385-395頁、CRID 1521136280428287360、NAID 40019491074。
- 野口剛「喜多川相説の画風形成に関する一試論 : 伊年印「草花図屛風」(根津美術館蔵)を中心に」『美術史』第64巻第2号、美術史學會、2015年3月、249-264頁、CRID 1520291855887347072、ISSN 0021907X、NAID 40020434050、国立国会図書館書誌ID:026333690。